# Gamochaeta boliviensis
Gamochaeta boliviensis là một loài thực vật có hoa trong họ Cúc. Loài này được (Anderb. & S.E.Freire) M.O.Dillon & Sagást. mô tả khoa học đầu tiên năm 2003.